# Carville (Calvados)
Carville ist eine ehemalige französische Gemeinde mit 331 Einwohnern (Stand 1. Januar 2022), den Carvillais, im Département Calvados in der Region Normandie.
Am 1. Januar 2016 wurde Carville im Zuge einer Gebietsreform zusammen mit 19 benachbarten Gemeinden, die wie Carville alle dem aufgelösten Gemeindeverband Bény-Bocage angehörten, als Ortsteil in die neue Gemeinde Souleuvre en Bocage eingegliedert.

## Geografie
Carville liegt rund elf Kilometer nördlich von Vire-Normandie.

## Bevölkerungsentwicklung
| Jahr                             | 1793 | 1836 | 1876 | 1926 | 1946 | 1968 | 1990 | 2013 |
| Einwohner                        | 832  | 660  | 539  | 446  | 431  | 394  | 312  | 342  |
| Quelle: Cassini, EHESS und INSEE |      |      |      |      |      |      |      |      |

## Sehenswürdigkeiten
- Kirche Notre-Dame-et-Sainte-Anne aus dem 15. Jahrhundert
- Schloss aus dem 18. Jahrhundert
- Herrenhaus aus dem 15. Jahrhundert